# Az áruló szív
Az áruló szív (The Tell-Tale Heart) Edgar Allan Poe 1843-as novellája, mely James Russell Lowell The Pioneer című lapjában jelent meg. Gyakran a klasszikus gótikus művekhez sorolják. Poe egyik legismertebb novellája.
A történetet egy névtelen narrátor meséli el, aki próbálja meggyőzni az olvasót az épelméjűségéről, miközben leírja a gyilkosságot amit elkövetett. Az áldozat egy idős ember, akinek halványkék, hályogos "keselyűszeme" volt. A narrátor kihangsúlyozza a gyilkosság óvatos kitervelését, a tökéletes kivitelezést, a test feldarabolásával és a holttest a padlódeszkák alá való elrejtésével bezárólagosan. A történet végére a narrátor egy folyamatos, halk, tompa, sebes hangot hall, amit a halott öregember szívének gondol.
A gyilkosság indítékára nem tudunk konkrét okot mondani, eltekintve attól hogy a narrátor utálta az idős ember szemét. A narrátor elmondja, hogy semmiféle gyűlöletet nem érzett az áldozat iránt, nem bántotta soha és nem is kapzsiságból ölte meg. Olyan részletek mint a kapcsolat a narrátor és az öregember között, a narrátor neme és sok más tisztázatlan marad.

## Cselekmény
Az áruló szív egy első szám első személyben (E/1) íródott mű, amelyet a névtelen narrátor mesél el. Annak ellenére, hogy épeszűnek vallja magát, a narrátor egy betegségben szenved (idegesség), ami az "az érzékek túlélességéhez" vezet. 
Az idős embernek, akivel a narrátor él, halványkék, hályogos "keselyűszeme" van, amely annyira irritálja a narrátort, hogy eltervezi az öregember meggyilkolását, annak ellenére, hogy kijelenti, szereti az idős embert és nem bántotta soha. A narrátor azzal érvel az épelméjűsége mellett, hogy egy őrült ember nem tudott volna ilyen ravasz tervet készíteni. Hét éjszakán keresztül, a narrátor kinyitja az ajtót, hogy egy holdsugár megvilágítsa a szemet. Az öregember szeme azonban csukva marad, így a narrátor nem tudja "elvégezni a munkát".
A nyolcadik éjszakán, a narrátor keze megcsúszik és zajt csap, amire felkel az idős ember. A narrátor nem hátrál meg és egy idő után egy kicsi rést nyitott a lámpán. Egy homályos sugár teliben a "keselyűszmre" esett, ami nyitva volt. A narrátor hallja, ahogy az öregember szívverése felerősödik. Ez annyira megzavarja a narrátort, hogy támadásba lendül. Beugrik a szobába, az idős ember egyszer felsikolt, majd megöli. A narrátor feldarabolja a testet, majd a padlódeszkák alá rejti, a gyilkosság minden nyomát eltüntetve.
Az öregember sikolyát meghallva a szomszéd kihívta a rendőrséget, akiket a narrátor nyugodtan fogad és beinvitál nyomozni. A narrátor a sajátjának mondja a sikolyt, az öregember pedig vidéken van. A narrátor magabiztosan hisz abban hogy nem fognak semmit találni, hoz pár széket és leülteti a nyomozókat az idős ember szobájában. A saját széket éppen oda teszi ahol el van rejtve a holttest. A rendőrség nem sejt semmit, nyugodtan elcsevegnek a narrátorral.
A narrátor elkezdi kényelmetlenül érezni magát, csengett a füle, elsápadt. Ahogy a csengés egyre hangosabb lesz a fülében a narrátor arra jut hogy a hang az öregember szívének a dobogása. A zaj erősödik, egyre hangosabb lesz, de a rendőrök nem hallják. A narrától meggyőződve arról, hogy a nyomozók nemcsak a szívdobogást hallják, hanem tudják azt is, hogy bűnös, szétesik és mindent bevall. A narrátor elmondja, hogy szedjék fel a padlót, ott fogják megtalálni az öregember testét.

## Idézet
"- Gazemberek! - sikoltottam. - Ne tettessétek magatokat tovább! Bevallom, amit tettem! - szakítsátok föl a padlót! itt, itt! - ez a rettenetes szív dobog!"